# يان إيفات
يان إيفات (بالإنجليزية: Ian Evatt)‏ (19 نوفمبر 1981 بكوفنتري في المملكة المتحدة - ) هو لاعب كرة قدم بريطاني في مركز الدفاع. لعب مع ديربي كاونتي وكوينز بارك رينجرز ونادي بلاكبول ونادي تشيسترفيلد ونادي نورثامبتون تاون.

## وصلات خارجية
- يان إيفات على موقع قاعدة بيانات كرة القدم.إي يو (الإنجليزية)
- يان إيفات على موقع Soccerbase.com (لاعب) (الإنجليزية)
- يان إيفات على موقع عالم كرة القدم.نت (الإنجليزية)